# Cantó de Maromme
El cantó de Maromme és un cantó francès del departament del Sena Marítim, situat al districte de Rouen. Té 2 municipis i el cap és Maromme.

## Municipis
- Canteleu
- Maromme

## Història
| Data d'elecció                           | Identitat      | Partit                      | Qualitat |
| ---------------------------------------- | -------------- | --------------------------- | -------- |
| 1945-1967                                | Paul Vauquelin | SFIO, després divers gauche |          |
| 1967-2004                                | Colette Privat | PCF                         |          |
| 2004-                                    | David Lamiray  | PS                          |          |
| les dades anteriors no són pas conegudes |                |                             |          |
|                                          |                |                             |          |

## Demografia
| A partir de 1990: Població sense dobles comptes |